# Sara Isakovič
Sara Isakovič (Bled, 9 de junio de 1988) es una nadadora eslovena. Isakovič representó a Eslovenia en los Juegos Olímpicos de Atenas 2004, Pekín 2008 y en los de Londres 2012. En 2008 obtuvo la medalla de plata en los 200 metros estilo libre, siendo la primera medalla de Eslovenia en natación.
Es estudiante de la Universidad de California en Berkeley y entrena bajo la dirección técnica de Teri McKeever. 

## Resultados

### Juegos Olímpicos
| Año  | Sede    | Representando | Evento                         | Posición |
| ---- | ------- | ------------- | ------------------------------ | -------- |
| 2004 | Atenas  | Eslovenia     | 50 m estilo libre              | 36º      |
| 2004 | Atenas  | Eslovenia     | 100 m estilo libre             | 26º      |
| 2004 | Atenas  | Eslovenia     | 200 m estilo libre             | 18º      |
| 2004 | Atenas  | Eslovenia     | Relevos estilo libre 4 × 200 m | 16º      |
| 2008 | Pekín   | Eslovenia     | 200 m estilo libre             | 2º       |
| 2008 | Pekín   | Eslovenia     | 100 m mariposa                 | 20º      |
| 2012 | Londres | Eslovenia     | 200 m estilo libre             | 14º      |
| 2012 | Londres | Eslovenia     | Relevos estilo libre 4 × 200 m | 12º      |
| 2012 | Londres | Eslovenia     | 100 m mariposa                 | 31.º     |